# Kees van Loevezijn
Kees van Loevezijn (Gendt, 13 februari 1956 – Djado (Niger), 9 januari 1988) was een rallynavigator voor de tweede truck van het Nederlandse DAF-fabrieksteam in de Dakar-rally van 1988.

## Ongeluk tijdens de Dakar-rally
De tweede vrachtwagen werd bemand door coureur Theo van de Rijt, navigator Kees van Loevezijn, en de Schotse monteur Chris Ross. De truck crashte zwaar tijdens de tiende editie van de Dakar-rally. Tijdens de zevende etappe van Djado naar Agadez (746 km) begon, na de massastart de DAF FAV3600 95X2 op km 20 met een snelheid van 180 km/u te resoneren. Als gevolg daar van hapte de bumper voor in het zand, waar door de truck meermaals over de kop sloeg. Hierbij werd van Loevezijn met stoel en al uit de cabine geslingerd. Hij overleed ter plekke, en werd daarmee de eerste truckcoureur die overleed tijdens de Dakar-rally. De Rijt en Ross werden zwaargewond afgevoerd naar het ziekenhuis van Agadez en werden later naar Nederland vervoerd.
Na het ongeluk trok DAF zich terug uit de rally en kondigde later aan al haar race-activiteiten te beëindigen. DAF verkocht al haar Dakar-materieel aan het team van Jan de Rooy.

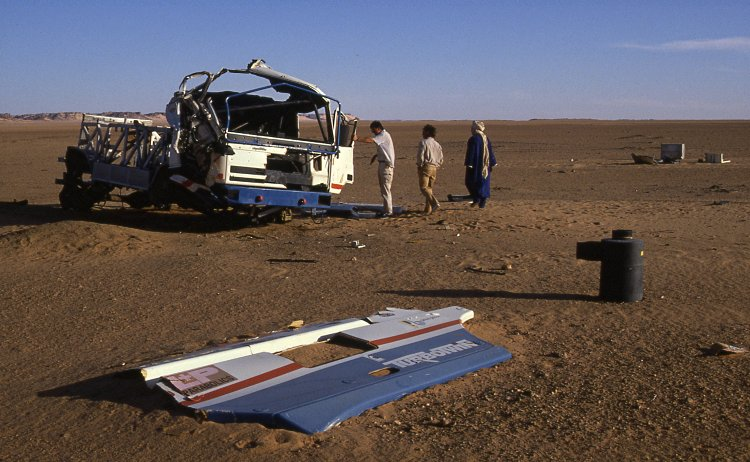
De truck na het ongeluk, reeds rechtop gezet